# Linda Kim
Linda Kim (Seul, 31 de Agosto de 1986) é uma atriz sul-coreana.

## Filmografia

### Televisão
- 2002 CSI: Crime Scene Investigation como Tonya
- 2002 Leap of Faith como Lee Wu
- 2001 V.I.P. como Catherine Zhou
- 2001 Son of the Beach como Rucy Roo
- 2001 Sabrina, the Teenage Witch como Clio
- 2000 Dharma & Greg como Pepper
- 2000 The Jamie Foxx Show como Sharlene
- 2000 NYPD Blue como Ginger
- 1998 Unhappily Ever After como Zipporah Wang
- 1998 Sister, Sister como Suzette
- 1996 Beverly Hills, 90210 como Perky Anchor

### Cinema
- 2003 King of the Ants como Stacey
- 2002 Men in Black II como Embaixadora Lauranna
- 2002 Clockstoppers como Jay
- 2000 Flies on Cupid como Nicky Sands
- 1999 Splendor como Alison